# Тамбовская казначейша
«Тамбовская казначейша» — поэма Михаила Юрьевича Лермонтова, написана в 1838 году. Классика русской литературы.
В основу поэмы, повествующей о провинциальном быте, положен оформившийся в анекдот действительный случай.

## Сюжет
История о том, как тамбовский казначей проиграл свою жену в карты заезжему красавцу-улану.
Иллюстрации к поэме:

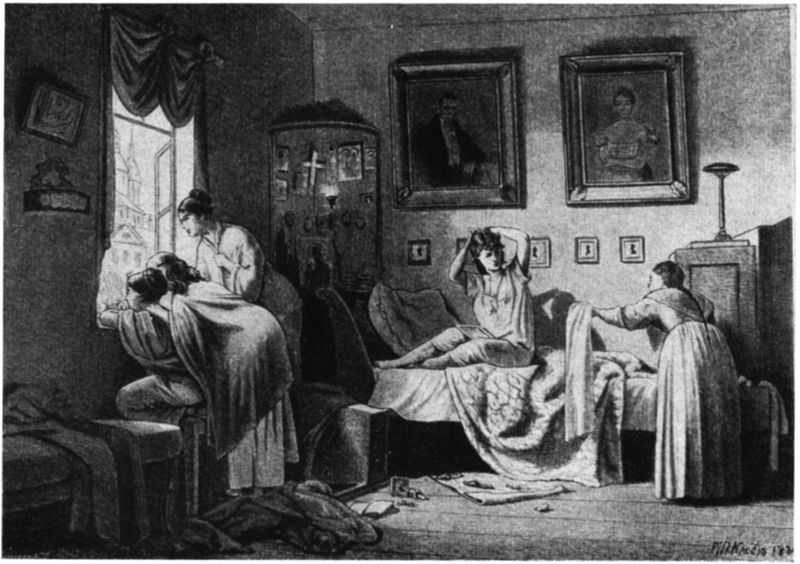
М. П. Клодт (1874)
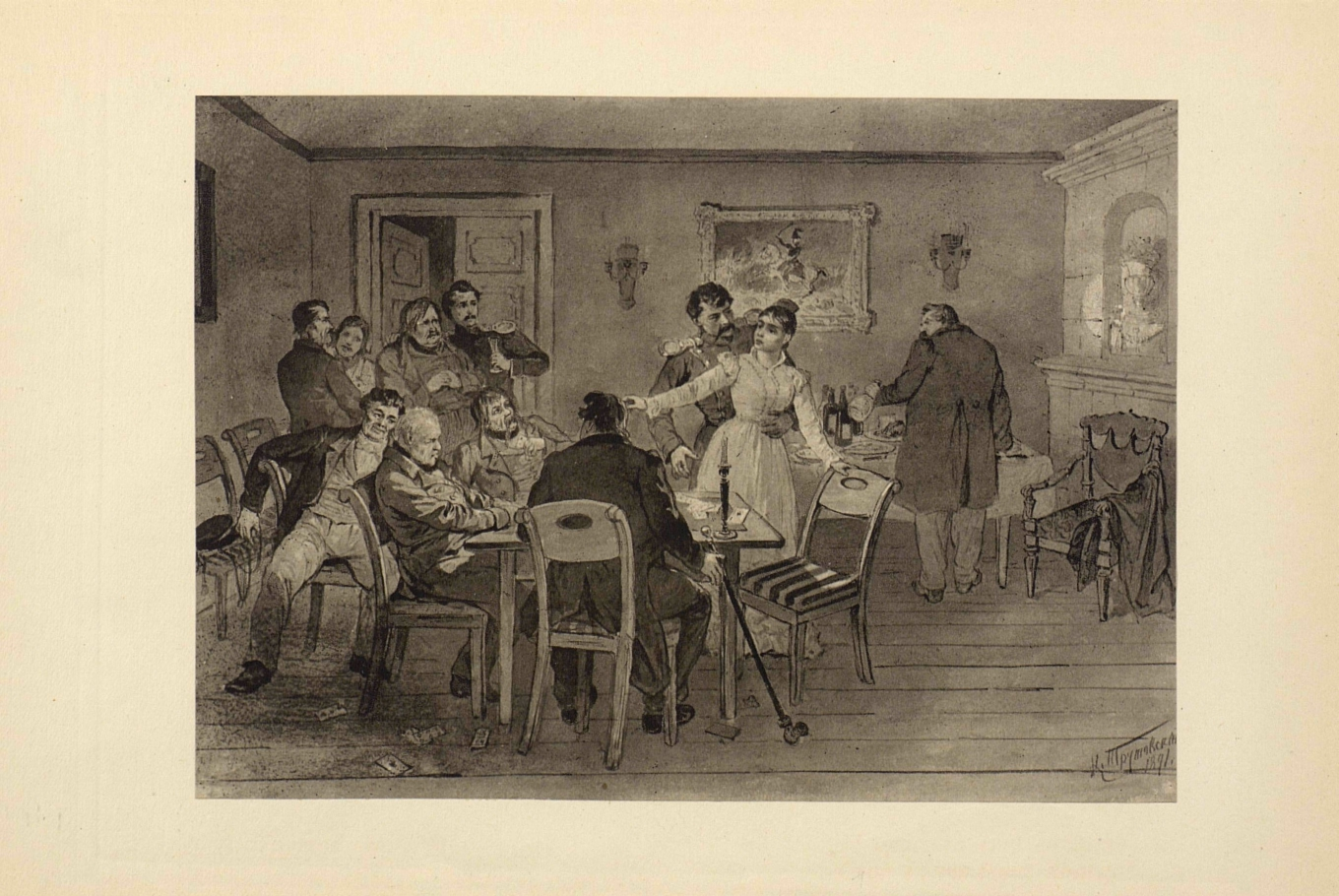
К. А. Трутовский (1891)
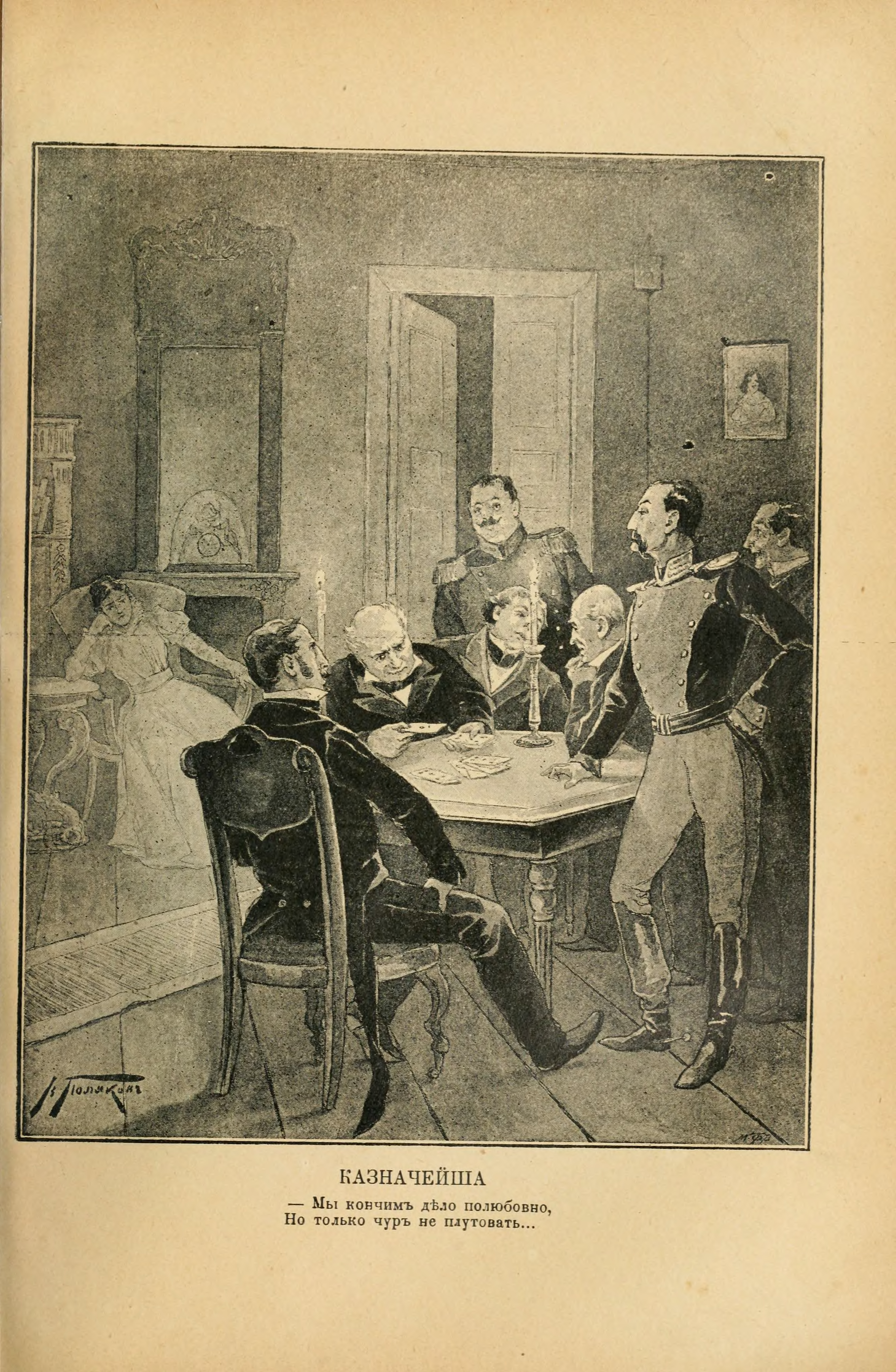
В. А. Поляков (1900)
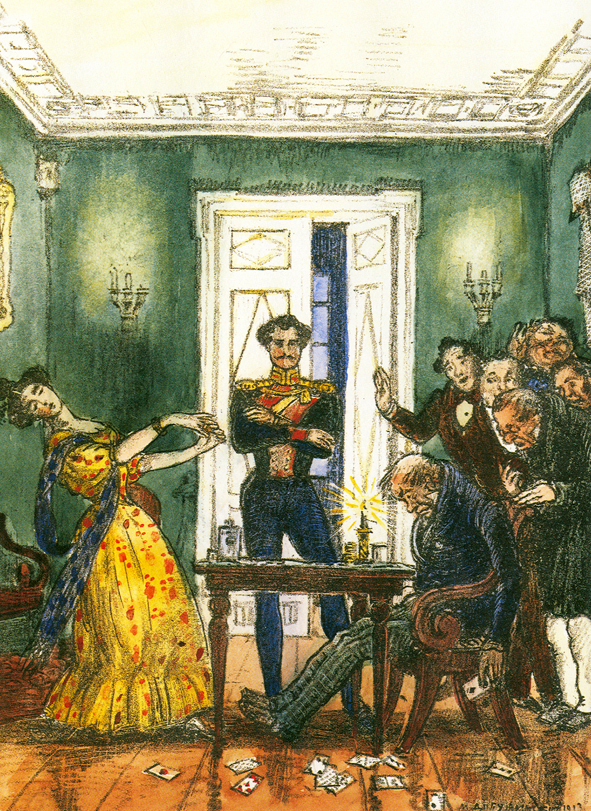
М. В. Добужинский (1914)

## Реальная основа
Считается, что в основе поэмы реальный случай произошедший, однако, не в Тамбове, а в Москве, между 1799 и 1802 годами — когда в результате шедшей всю ночь игры князь Александр Николаевич Голицын проиграл в карты Льву Разумовскому свою жену Марию Григорьевну.
При этом тамбовские краеведы настаивают на связи поэмы с городом. Так, прототипом дома казначея называют дом Протасьевых (снесён в 2005 году), или реальный дом губернского казначея (ныне ул. Коммунальная, 34) — некоего Муратова, о котором краевед В. П. Пешков сообщал: «О нём сведений никаких обнаружить не удалось, кроме того, что губернский казначей не отличался щепетильностью и частенько воровал казённые деньги».

## История
Время создания поэмы датируется исследователями по-разному: 1836 — 1838 годы. Считается, что замысел мог возникнуть в конце 1835 года на пути в Тарханы, после посещения Тамбова, где поэт, как предполагается, был проездом (однако, документальных доказательств того, что Лермонтов останавливался в Тамбове, нет). Вероятнее всего, Лермонтов приступил к созданию поэмы в Тарханах, в январе-феврале 1836 года, но затем ряд событий прервали работу, и закончена поэма была в начале 1838 года.
Впервые поэма была напечатана в 1838 году без подписи под заглавием «Казначейша» в журнале «Современник» т. XI, № 3.
Поэма была издана с цензурными купюрами и искажениями: название города «Тамбов» заменено буквой «Т…», а ряд стихов заменён чёрточками. Искажение поэмы по словам И. И. Панаева возмутило Лермонтова, сказавшего: «Это чёрт знает, что такое! позволительно ли делать такие вещи! Это ни на что не похоже!».
Восстановить пропущенные стихи, заменённые чёрточками цензурой, невозможно — рукопись поэмы не сохранилась, имеются только черновые наброски «посвящения» и двух строф.
Заглавие «Тамбовская казначейша» было позже восстановлено по письму Лермонтова к М. А. Лопухиной 1838 года, где он сообщал о намерении печатать поэму в журнале.

## Характеристика
Поэма написана четырнадцатистрочной онегинской строфой «Евгения Онегина» Пушкина, о чём Лермонтов сообщает вначале («Пишу Онегина размером»). Этим, по мнению литературоведов Лермонтов полемически заявлял о своей ориентации на «не модную» в те годы традицию, сформированную темами, образами и жанрами реалистического творчества А. С. Пушкина.

Блестящая легкость изложения, искусные чередования собственно рассказа о происшествии с авт. замечаниями, то шутливыми, то серьезными, еще не исчерпывают достоинства стихотв. повести; Л. удалось показать драматизм обыденной жизни, разъедающей нравств. основы существования, обесценивающей личность, превращая человека в вещь.— Лермонтовская энциклопедия / АН СССР. Институт русской литературы; Гл. ред. Мануйлов В. А. — М.: Советская Энциклопедия, 1981
Поэма характеризуется литературоведами как реалистическое произведение, в котором Лермонтов следовал «реалистическому изображению современной жизни».
Исследователи отмечали комическое, пародийное и бытовое начала поэмы — одни из них (Б. М. Эйхенбаум) выделяли пародийность, комичность как конструктивный стержень поэмы, другие (И. З. Серман) большее значение придавали изображению быта. При этом объект пародии литературоведами видится по-разному: одни считают, что Лермонтов открыто отталкивался от Пушкина, побуждая читателя к сопоставлению своего героя с персонажем пушкинского «Евгения Онегина»; другие — что Лермонтов в поэме пародирует сам себя — свою поэму «Песня о купце Калашникове»: все ситуации «Песни…» в «Тамбовской казначейше» пародируются, причём от героического прошлого в современности не остаётся и следа.

## В других произведениях искусства
Изобразительное искусство:

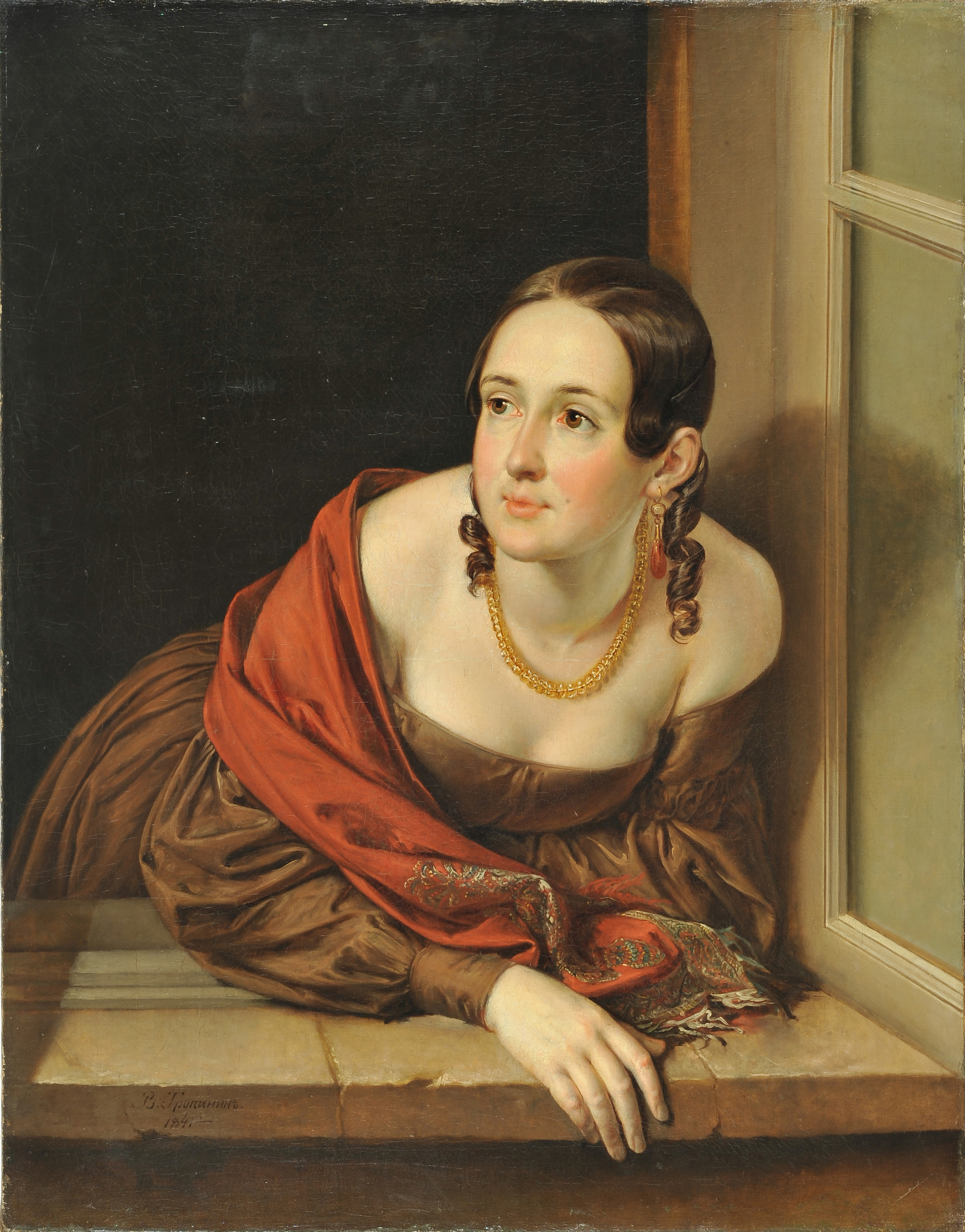
«Женщина в окне (Казначейша)», В. А. Тропинин, 1841

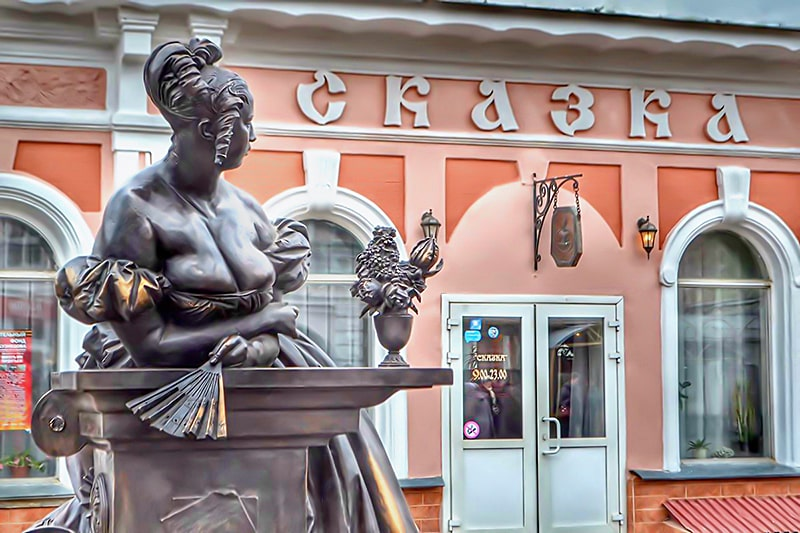
Памятник тамбовской казначейше, Тамбов, 2016

Иллюстрированные издания поэмы выходили неоднократно: в 1863 году поэму иллюстрировал К. Д. Флавицкий, в 1891 году — К. А. Трутовский, двухтомное полное собрание сочинений 1900 года - А. В. Поляков, а в 1914 году издание иллюстрировал М. В. Добужинский.
Как иллюстрации к поэме могут быть рассмотрены картины В. А. Тропинина «Казначейша» (1841) и М. П. Клодта «Тамбовская казначейша» (1874).
Аудио:
В 1937 году Борисом Асафьевым создана опера «Казначейша».
В 1951 году фирмой «Мелодия» была выпущена грампластинка № 1 в серии «Искусство чтеца», поэму в сокращении читает актёр Всеволод Аксёнов.
В 1984 году вышел телеспектакль «Тамбовская казначейша» представляющий собой моно-спектакль читающего текст поэмы артиста Михаила Козакова.
Запись чтения поэмы (39 мин.) в исполнении А. Н. Покровского.
Экранизации:
В 1980 году был снят телефильм-опера «Казначейша», в ролях: казначейша — Наталья Данилова, Гарин — Сергей Лейферкус, казначей — Валерий Кузин.
Другое:
В 2016 году в Тамбове был установлен Памятник тамбовской казначейше.